# Trox kyotensis
Trox kyotensis är en skalbaggsart som beskrevs av Teruo Ochi och Kawahara 2000. Trox kyotensis ingår i släktet Trox och familjen knotbaggar. Inga underarter finns listade i Catalogue of Life.